# Johannes Zirner

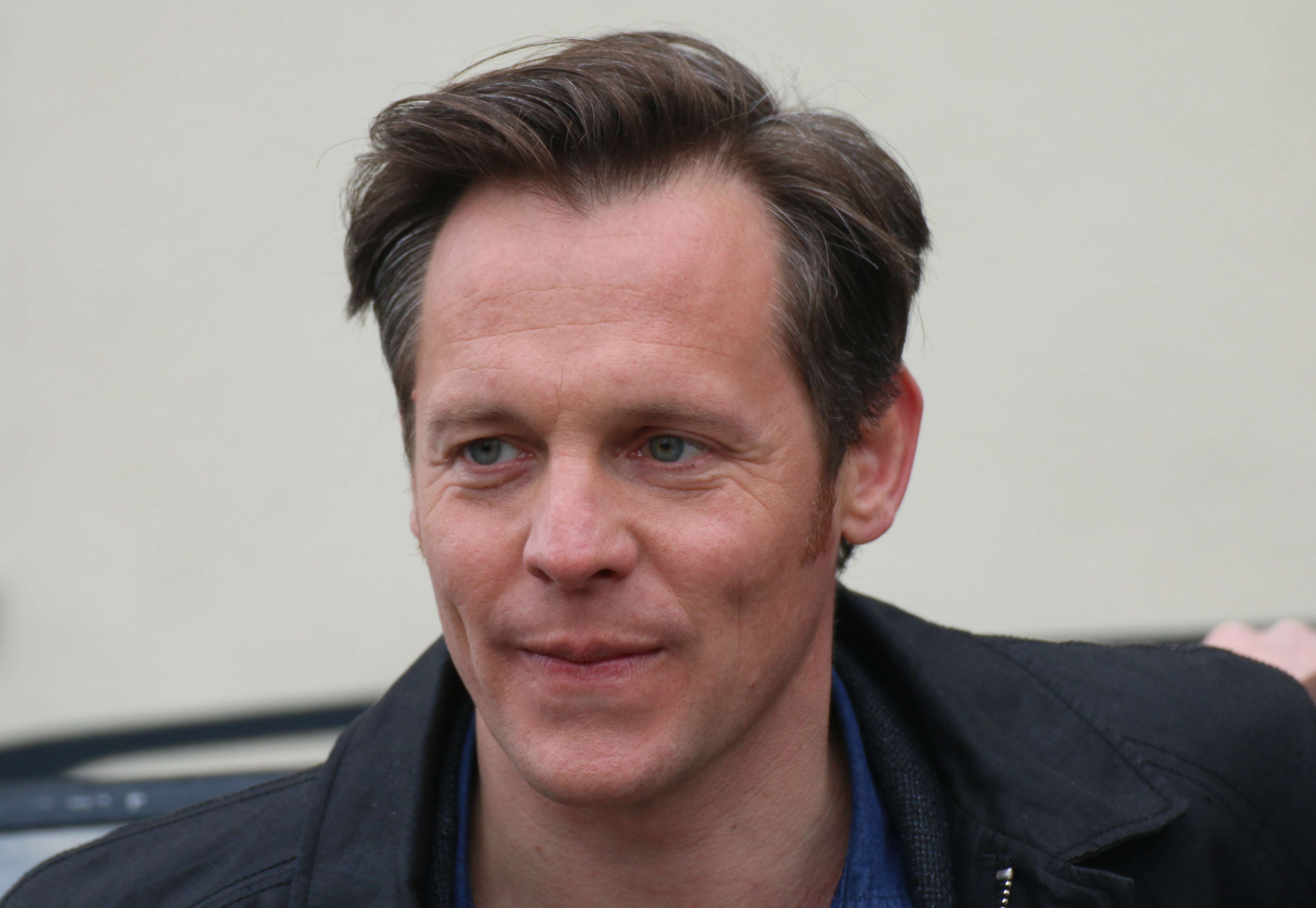
Johannes Zirner (2016)

Johannes Zirner, född 19 juli 1979 i Herdecke, är en tysk skådespelare, främst inriktad på TV-serier och teater.
Han är son till skådespelaren August Zirner. Sina första roller hade han vid Burghteatern i Wien. År 2003 medverkade han i Andrea Breths uppsättning av Arthur Schnitzlers "Das weite Land", som framfördes vid Festspelen i Salzburg. Säsongen 2005/2006 var han engagerad vid Schauspielhaus Bochum. Den tyska pressen berömde honom som "en äkta talang" och "en viktig upptäckt".
År 2004 fick Johannes Zirner en biroll i filmen Führerns elit, som handlar om hur en ung boxares framgångar under nazi-åren ger honom en plats vid Nationella Politiska Akademin – en av de utbildningsinstitutioner som ska producera Tredje rikets elit. År 2009 – efter ett antal inhopp i olika tyska TV-serier och filmer – spelade han huvudrollen som en ung Adolf Hitler i den av Bernd Fischerauer regisserade TV-långfilmen  Hitler vor Gericht.